# Xiphidiopsis biprocera
Xiphidiopsis biprocera är en insektsart som beskrevs av Shi, F-m. och Z. Zheng 1996. Xiphidiopsis biprocera ingår i släktet Xiphidiopsis och familjen vårtbitare. Inga underarter finns listade i Catalogue of Life.